# Frank Betker
Frank Betker (* 1960 in Marienhagen) ist ein deutscher Stadtsoziologe und Stadtplaner. Betker ist seit 2003 Lehrbeauftragter am Lehrstuhl für Planungstheorie und Stadtentwicklung der Rheinisch-Westfälischen Technischen Hochschule in Aachen.

## Leben
Betker studierte Stadtplanung, Sozial- und Wirtschaftswissenschaften an der Rheinisch-Westfälischen Technischen Hochschule Aachen und Stadtforschung am Institut für Soziologie der Universität Oldenburg. Sein Studium konnte er 1990 als Diplom-Ingenieur mit einer Diplomarbeit zum Thema Ökologische Stadterneuerung an der Aachener Hochschule beenden. Die Arbeit erschien 1992 mit dem Titel Ökologische Stadterneuerung. Ein neues Leitbild der Stadtentwicklung? Mit einer Fallstudie zur kommunalen Planung in Saarbrücken in der Reihe Werkberichte des Lehrstuhls für Planungstheorie der RWTH Aachen im Alano-Verlag.
Ab 2003 übernahm Betker Lehraufträge für Stadtsoziologie am Lehrstuhl für Planungstheorie und Stadtentwicklung der Aachener Hochschule. 2005 promovierte er an der Universität Oldenburg mit einer Dissertation über die Berufserfahrungen und Institutionen der kommunalen Stadtplanung in der Sowjetischen Besatzungszone bzw. der Deutschen Demokratischen Republik bis kurz nach der Wende und der friedlichen Revolution zum Dr. rer. pol. (Doktor der Staatswissenschaften). Sein Werk wurde 2005 mit dem Titel Einsicht in die Notwendigkeit. Kommunale Stadtplanung in der DDR und nach der Wende (1945–1994) als 3. Band der Monografischen Reihe Beiträge zur Stadtgeschichte und Urbanisierungsforschung im Franz Steiner Verlag veröffentlicht.
Von 2009 bis 2012 war Betker Projektleiter am ILS–Institut für Landes- und Stadtentwicklungsforschung und betreute ab 2012 beim Deutschen Zentrum für Luft- und Raumfahrt, dem Projektträger, die Arbeitsgruppe Sozial-ökologische Forschung unter anderem die Fördermaßnahmen und Themen nachhaltiger Transformation urbaner Räume und Plastik in der Umwelt. Ab Februar 2019 war er Wissenschaftlicher Mitarbeiter und zusammen mit Harald Engler Projektleiter beim Bundesamt für Bauwesen und Raumordnung in dem Projekt Bauen und Planen im Nationalsozialismus. Voraussetzungen, Institutionen, Wirkungen. Wohnungs- und städtebauliche Weichenstellungen in SBZ und DDR bis 1955 in der Historischen Forschungsstelle des Leibniz-Instituts für Raumbezogene Sozialforschung.
Frank Betker ist Autor und Herausgeber zahlreicher Fachveröffentlichungen. Seine Forschungsschwerpunkte sind die Stadtforschung, Planungsgeschichte, nachhaltige Stadtentwicklung, sozial-ökologische Forschung sowie historisch-sozialwissenschaftliche Stadt- und Urbanisierungsforschung.

## Veröffentlichungen (Auswahl)

### Autor
- Wohnungspolitische und städtebauliche Weichenstellungen in SBZ und DDR bis 1955 (mit Harald Engler, unter Mitarbeit von Christoph Bernhardt und Tanja Scheffler), in: Unabhängige Historikerkommission Planen und Bauen im Nationalsozialismus (Hg.) (Wolfgang Benz, Tilman Harlander, Elke Pahl-Weber, Wolfram Pyta, Adelheid von Saldern, Wolfgang Schäche, Regina Stephan): Planen und Bauen im Nationalsozialismus. Voraussetzungen. Institutionen. Wirkungen (4 Bände), Hirmer Verlag München 2023, Bd. 3, S. 984 bis 1081, ISBN 978-3-7774-4114-6.
- Ließ der Sozialismus Raum für Urbanität? Grundsätze, Leitbilder, Institutionen und Resultate im Städtebau der DDR (1945–1989), in: Thomas Großbölting, Rüdiger Schmidt (Hg.): Gedachte Stadt – Gebaute Stadt. Urbanität in der deutsch-deutschen Systemkonkurrenz 1945–1990 (Veröffentlichungen des Instituts für vergleichende Städtegeschichte an der WWU in Münster, Bd. 94), Böhlau Köln/Weimar/Wien, 2015, S. 1–28, ISBN 978-3-412-22381-6.
- „Die hatten dann hier den Hut auf!“ Zentralismuserfahrungen in der kommunalen Stadtplanung der DDR, in: Bernhardt, Christoph; Flierl, Thomas; Welch-Guerra, Max (Hg.): Städtebau-Debatten in der DDR: Verborgene Reformdiskurse, Verlag Theater der Zeit, Berlin 2012, S. 105–120.
- Traditionsbrüche im Sozialismus: Zum unvollendeten Institutionenwandel der Stadtplanung in der SBZ/DDR (1945–1969), in: Frank Betker, Carsten Benke, Christoph Bernhardt (Hg.): Paradigmenwechsel und Kontinuitätslinien im DDR-Städtebau, Reihe Regio transfer 8 des IRS, 2010, Erkner, S. 29–60.
- Ein Unikum im Zentralismus: die kommunalen Büros für Stadtplanung in der DDR und ihre Handlungsspielräume, in: Christoph Bernhardt, Heinz Reif (Hg.): Sozialistische Städte zwischen Herrschaft und Selbstbehauptung. Kommunalpolitik, Stadtplanung und Alltag in der DDR, Reihe Beiträge zur Stadtgeschichte und Urbanisierungsforschung, Band 5, Steiner Stuttgart 2009, S. 47–67.
- Zwischen Baum und Borke. Zum Schicksal des bürgerlichen Architekten- und Stadtplanerberufs in der DDR, in: Heiner Timmermann (Hg.): Historische Erinnerung im Wandel. Neuere Forschungen zur deutschen Zeitgeschichte unter besonderer Berücksichtigung der DDR-Forschung, Reihe Politik und moderne Geschichte Band 1, Lit Münster 2007, S. 168–178.
- Köln Neustadt: Urbanes Wohnen an der Ringstraße, in: Tilman Harlander (Hg.): Stadtwohnen. Geschichte, Städtebau, Perspektiven, DVA München 2007, S. 140–145.
- „Einsicht in die Notwendigkeit.“ Kommunale Stadtplanung in der DDR und nach der Wende (1945–1994). (Dissertationsschrift), Reihe Beiträge zur Stadtgeschichte und Urbanisierungsforschung, Band 3, Steiner, Stuttgart 2005, ISBN 978-3-515-08734-6.
- Nachhaltigkeitspotenziale in urbanen Gewerbegebieten entfesseln und Nachhaltigkeit institutionalisieren – aus internationalen Erfahrungen lernen, in: Thomas Krüger, Monika Piegeler, Guido Spars (Hg.): Urbane Produktion. Neue Perspektiven des produzierenden Gewerbes in der Stadt?, Kohlhammer Stuttgart 2021, S. 105–116.
- Die Zukunft der Stadt entscheidet sich auch an der Wohnungspolitik. Sozial-ökologische Dimensionen des Wohnens, in: GAiA. Ökologische Perspektiven für Wissenschaft und Gesellschaft, Jg. 27, Heft 2/2018, S. 245–246 (online: https://doi.org/10.14512/gaia.27.2.12).
- Nachhaltigkeit institutionalisieren: ein neuer Gesellschaftsvertrag für städtische Gewerbegebiete, in: GAiA. Ökologische Perspektiven für Wissenschaft und Gesellschaft (Forschung), oekom Verlag München, Heft 3/2013, S. 178–186.
- Nachhaltige Gewerbegebietsentwicklung in Nordrhein-Westfalen. Abschlussbericht zur wissenschaftlichen Begleitforschung. Institut für Landes- und Stadtentwicklungsforschung, Aachen 2012, ISBN 978-3-86934-063-0.
- Ökologische Stadterneuerung. Ein neues Leitbild der Stadtentwicklung? Mit einer Fallstudie zur kommunalen Planung in Saarbrücken. (Diplomarbeit), Alano-Verlag, Aachen 1992, ISBN 978-3-89399-155-6.
- Milieuschutzsatzung. Zur Handhabung eines planungsrechtlichen Instruments. als Mitautor, Dortmunder Vertrieb für Bau- und Planungsliteratur, Dortmund 1995, ISBN 978-3-929797-03-9.
- Stadt im Wandel – Planung im Umbruch. Festschrift für Gerhard Fehl. als Mitautor, Kohlhammer, Stuttgart / Berlin / Köln 1998, ISBN 978-3-17-015478-0.
- Armut, Arbeitslosigkeit und Strukturwandel in der Aachener Region (mit Almut Kriele), in: Forum der Arbeit (Hg.): Armes AC! Zweiter Armuts- und Sozialbericht für die Stadt und den Kreis Aachen, Komzi-Verlag, Idstein 1995, S. 29–175.

### Herausgeber
- „Pro fide et patria!“ Die Kriegstagebücher von Ludwig Berg 1914/18. Katholischer Feldgeistlicher im großen Hauptquartier Kaiser Wilhelms II. Böhlau, Köln / Weimar / Wien 1998, ISBN 978-3-412-12597-4.
- Paradigmenwechsel und Kontinuitätslinien im DDR-Städtebau. Neue Forschungen zur ostdeutschen Architektur- und Planungsgeschichte. Leibniz-Institut für Regionalentwicklung und Strukturplanung, Erkner 2010, ISBN 978-3-934669-09-3.
- Gruppenselbsthilfe und Kleinsiedlungsbau. Beiträge zu einem Kolloquium, (Hg. gem. mit Tilman Harlander, Hermann Gödde, Katrin Hater), Werkberichte Lehrstuhl Planungstheorie an der RWTH Aachen, Aachen 1989.